# 菱果薹
菱果薹（学名：Carex macrandrolepis），又名和平菱果薹，为莎草科薹草属下的一个种。。分布在朝鲜、日本、台湾岛等地，多生长在低海拔草地，目前尚未由人工引种栽培。

## 扩展阅读
- 維基物種上的相關：菱果薹